# Loisey-Culey
Loisey-Culey i is een voormalige gemeente in het Franse departement Meuse in de toenmalige regio Lotharingen.  De gemeente is in 1973 gevormd door de fusie van de gemeenten Culey en Loisey en maakte deel uit van het arrondissement arrondissement Bar-le-Duc. In 2014 werd de gemeente weer gesplitst en de huidige gemeentens werden ingedeeld bij, anders als de voormalige gemeente, het kanton Vaucouleurs en, wel zoals de voormalige gemeente, het arrondissement Bar-le-Duc.

## Geografie
De oppervlakte van Loisey-Culey bedroeg 23,8 km², de bevolkingsdichtheid was 19,4 inwoners per km² (1999).
De onderstaande kaart toont de ligging van Loisey-Culey met de belangrijkste infrastructuur en aangrenzende gemeenten.

## Demografie
Onderstaande figuur toont het verloop van het inwonertal (bron: INSEE-tellingen).